# Monumenta Germaniae Historica
Monumenta Germaniae Historica или MGH (на немски: Geschichtliche Denkmale Deutschlands, MGH (лат. „исторически паметници на Германия“, съкратено MGH) са средновековни текстове на източници, техните научни обработки и също института, който ги издава.
През 1819 г. райхсфрайхер фом Щайн основава обществото „Gesellschaft für ältere deutsche Geschichtskunde“ и започва да обработва исторически документи и да ги издава като Monumenta Germaniae Historica. Ръководството на института от 1949 г. е в Мюнхен.
През 2004 г. MGH започва всичките си обработки, които са по-стари от 3 години, да сканира в дигитална форма и също да ги предоставя в пълън текст Online.
Основните публикации на Monumenta Germaniae Historica в настоящо време са разделени на пет части:
1. Scriptores (лат. „писатели“, MGH SS)
2. Leges (лат. „закони“, MGH LL), „правди“, постановления на църковни събори и др.
3. Diplomata (лат. „документи“, MGH DD), документи 5—13 век
4. Epistolae (лат. „писма“), писма на римски папи, монаси, крале 6—13 век
5. Antiquitates (лат. „древности“), средневековна латинска поезия, некролози, книги